# Salvatori (cognome)
Salvatori è un cognome di lingua italiana.

## Varianti
De Salvo, Di Salvio, Di Salvo, Sallusti, Sallustio, Salvadore, Salvadori, Salvati, Salvato, Salvator, Salvatore, Salvatorelli, Salvatores, Salvera, Salveri, Salvetti, Salvi, Salvia, Salviani, Salviati, Salviato, Salvinelli, Salvini, Salvio, Salvioli, Salviolo, Salvione, Salvioni, Salvo, Salvoni, Salvotti, Salvucci, Tore, Torelli, Turi, Turiello.

## Origine e diffusione
Il cognome è tipicamente panitaliano.
Potrebbe derivare dal prenome Salvatore, dal greco soter e latino salvator, "salvatore".
Le varianti Salvi, Sallustio e Salvati sono panitaliane; Salvadori è toscano; Salvator e Salveri sono tipici del Triveneto; Salvatore e Salvo sono meridionali; Sallusti è centro-settentrionale.

## Persone
- Fabrizio Salvatori (1955) – calciatore e dirigente sportivo italiano
- Fausto Salvatori (1870-1929) – poeta e librettista italiano
- Ilaria Salvatori (1979) – schermitrice italiana